# Интеллектуальная информационная система
Интеллектуальная информационная система (ИИС) — комплекс программных, лингвистических и логико-математических средств для реализации основной задачи — осуществления поддержки деятельности человека и поиска информации в режиме продвинутого диалога на естественном языке.
ИИС являются разновидностью интеллектуальной системы, а также одним из видов информационных систем.

## Классификация ИИС
- Экспертные системы
  - Собственно экспертные системы (ЭС)
  - Интерактивные баннеры (web + ЭС)
- Вопросно-ответные системы (в некоторых источниках «системы общения»)
  - Интеллектуальные поисковики (например, система Старт)
  - Виртуальные собеседники
  - Виртуальные цифровые помощники

ИИС могут размещаться на каком-либо сайте, где пользователь задает системе вопросы на естественном языке (если это вопросно-ответная система) или, отвечая на вопросы системы, находит необходимую информацию (если это экспертная система). Но, как правило, ЭС в интернете выполняют рекламно-информационные функции (интерактивные баннеры), а серьёзные системы (такие, как, например, ЭС диагностики оборудования) используются локально, так как выполняют конкретные специфические задачи.

Интеллектуальные поисковики отличаются от виртуальных собеседников тем, что они достаточно безлики и в ответ на вопрос выдают некоторую выжимку из источников знаний (иногда достаточно большого объема), а собеседники обладают «характером», особой манерой общения (могут использовать сленг, ненормативную лексику), и их ответы должны быть предельно лаконичными (иногда даже просто в форме смайликов, если это соответствует контексту).
Для разработки ИИС раньше использовались логические языки (Пролог, Лисп и т. д.), а сейчас используются различные процедурные языки. Логико-математическое обеспечение разрабатывается как для самих модулей систем, так и для состыковки этих модулей. Однако на сегодняшний день не существует универсальной логико-математической системы, которая могла бы удовлетворить потребности любого разработчика ИИС, поэтому приходится либо комбинировать накопленный опыт, либо разрабатывать логику системы самостоятельно. В области лингвистики тоже существует множество проблем, например, для обеспечения работы системы в режиме диалога с пользователем на естественном языке необходимо заложить в систему алгоритмы формализации естественного языка, а эта задача оказалась куда более сложной, чем предполагалось на заре развития интеллектуальных систем. Еще одна проблема — постоянная изменчивость языка, которая обязательно должна быть отражена в системах искусственного интеллекта.

## Обеспечение работы ИИС
- Математическое
- Лингвистическое
- Информационное
- Семантическое
- Программное
- Техническое
- Технологическое
- Кадровое

## Классификация задач, решаемых ИИС
- Интерпретация данных. Это одна из традиционных задач для экспертных систем. Под интерпретацией понимается процесс определения смысла данных, результаты которого должны быть согласованными и корректными. Обычно предусматривается многовариантный анализ данных.
- Диагностика. Под диагностикой понимается процесс соотношения объекта с некоторым классом объектов и/или обнаружение неисправности в некоторой системе. Неисправность — это отклонение от нормы. Такая трактовка позволяет с единых теоретических позиций рассматривать и неисправность оборудования в технических системах, и заболевания живых организмов, и всевозможные природные аномалии. Важной спецификой является здесь необходимость понимания функциональной структуры («анатомии») диагностирующей системы.
- Мониторинг. Основная задача мониторинга — непрерывная интерпретация данных в реальном масштабе времени и сигнализация о выходе тех или иных параметров за допустимые пределы. Главные проблемы — «пропуск» тревожной ситуации и инверсная задача «ложного» срабатывания. Сложность этих проблем в размытости симптомов тревожных ситуаций и необходимость учёта временного контекста.
- Проектирование. Проектирование состоит в подготовке спецификаций на создание «объектов» с заранее определёнными свойствами. Под спецификацией понимается весь набор необходимых документов—чертёж, пояснительная записка и т. д. Основные проблемы здесь — получение чёткого структурного описания знаний об объекте и проблема «следа». Для организации эффективного проектирования и в ещё большей степени перепроектирования необходимо формировать не только сами проектные решения, но и мотивы их принятия. Таким образом, в задачах проектирования тесно связываются два основных процесса, выполняемых в рамках соответствующей ЭС: процесс вывода решения и процесс объяснения.
- Прогнозирование. Прогнозирование позволяет предсказывать последствия некоторых событий или явлений на основании анализа имеющихся данных. Прогнозирующие системы логически выводят вероятные следствия из заданных ситуаций. В прогнозирующей системе обычно используется параметрическая динамическая модель, в которой значения параметров «подгоняются» под заданную ситуацию. Выводимые из этой модели следствия составляют основу для прогнозов с вероятностными оценками.
- Планирование. Под планированием понимается нахождение планов действий, относящихся к объектам, способным выполнять некоторые функции. В таких ЭС используются модели поведения реальных объектов с тем, чтобы логически вывести последствия планируемой деятельности.
- Обучение. Под обучением понимается использование компьютера для обучения какой-то дисциплине или предмету. Системы обучения диагностируют ошибки при изучении какой-либо дисциплины с помощью ЭВМ и подсказывают правильные решения. Они аккумулируют знания о гипотетическом «ученике» и его характерных ошибках, затем в работе они способны диагностировать слабости в познаниях обучаемых и находить соответствующие средства для их ликвидации. Кроме того, они планируют акт общения с учеником в зависимости от успехов ученика с целью передачи знаний.

Нейронные сети не программируются в привычном смысле этого слова, они обучаются. Возможность обучения — одно из главных преимуществ нейронных сетей перед традиционными алгоритмами. Технически обучение заключается в нахождении коэффициентов связей между нейронами. В процессе обучения нейронная сеть способна выявлять сложные зависимости между входными данными и выходными, а также выполнять обобщение. Это значит, что, в случае успешного обучения, сеть сможет вернуть верный результат на основании данных, которые отсутствовали в обучающей выборке.
- Управление. Под управлением понимается функция организованной системы, поддерживающая определенный режим деятельности. Такого рода ЭС осуществляют управление поведением сложных систем в соответствии с заданными спецификациями.
- Поддержка принятия решений. Поддержка принятия решения — это совокупность процедур, обеспечивающая лицо, принимающее решения, необходимой информацией и рекомендациями, облегчающие процесс принятия решения. Эти ЭС помогают специалистам выбрать и/или сформировать нужную альтернативу среди множества выборов при принятии ответственных решений.

В общем случае все системы, основанные на знаниях, можно подразделить на системы, решающие задачи анализа, и на системы, решающие задачи синтеза. Основное отличие задач анализа от задач синтеза заключается в том, что если в задачах анализа множество решений может быть перечислено и включено в систему, то в задачах синтеза множество решений потенциально не ограничено и строится из решений компонент или под-проблем. Задачами анализа являются: интерпретация данных, диагностика, поддержка принятия решения; к задачам синтеза относятся проектирование, планирование, управление. Комбинированные: обучение, мониторинг, прогнозирование.

## Интеллектуальные системы автоматического управления
В условиях неполноты или нечеткости информации, внешних воздействий, которые не могут быть определены и неизвестной среды функционирования создаются системы с нетрадиционными подходами к управлению.
Они используют методы и технологии искусственного интеллекта. Выделяют 4 базовых интеллектуальных технологии:
- Технология экспертных систем.
- Технология нечеткой логики.
- Технология нейросетевых структур с неявной формой.
- Технология ассоциативной памяти.

Принципы организации интеллектуальных систем автоматического управления:
- Наличие тесного информационного взаимодействия системы с реальным миром по информационным каналам связи.
- Наличие вероятного изменения внешних воздействий из реального мира и поведения системы при этом.
- Иерархическая многоуровневая структура по принципу: повышение интеллектуальности и снижение требований к точности по мере повышения ранга иерархии.
- При разрыве связей с высшими уровнями обязательное сохранение работоспособности.
- Повышение интеллектуальности и совершенствование поведения системы.[2]